# Thecla mera
Thecla mera är en fjärilsart som beskrevs av Oliver Erichson Janson 1877. Thecla mera ingår i släktet Thecla och familjen juvelvingar. Inga underarter finns listade i Catalogue of Life.